# Gabriel Yared
Gabriel Yared (in het Arabisch: جبرائيل يارد) (Beiroet, 7 oktober 1949) is een componist van Libanese afkomst, die in Frankrijk woont. Yared begon zijn muziekcarrière als componist, arrangeur en muziekproducent voor artiesten als Françoise Hardy, Charles Aznavour, Gilbert Bécaud en Mireille Mathieu. Hij schreef in 1974 de muziek voor de film Miss O'Gynie et les hommes fleurs, maar na een pauze van zes jaar componeert hij voornamelijk filmmuziek.  Hij is vooral bekend om zijn filmmuziek voor vooral Franse en Amerikaanse films. Hij was regelmatig genomineerd voor grote filmprijzen en won er ook enkele, zoals een Oscar voor zijn muziek voor The English Patient. Yared zocht zijn inspiratie in diverse genres en stijlen, variërend van klassiek tot folk, rock en jazz.

## Filmografie
- 1974: Miss O'Gynie et Les hommes fleurs
- 1980: Sauve qui peut (la vie)
- 1981: Malevil
- 1982: Invitation au voyage
- 1982: Interdit aux moins de 13 ans
- 1982: Les petites guerres
- 1983: Sarah
- 1983: La lune dans le caniveau
- 1983: La java des ombres
- 1983: Hanna K.
- 1983: La scarlatine
- 1984: La diagonale du fou
- 1984: Tir à vue
- 1984: Nemo
- 1985: Le téléphone sonne toujours deux fois
- 1985: Adieu Bonaparte
- 1985: Scout toujours...
- 1986: Zone rouge
- 1986: Betty Blue
- 1986: Flagrant désir
- 1986: Désordre
- 1987: Last Song
- 1987: Beyond Therapy
- 1987: Agent Trouble
- 1987: L'homme voilé
- 1988: Gandahar
- 1988: Le testament d'un poète juif assassiné
- 1988: Une nuit à l'Assemblée Nationale
- 1988: Claen and Sober
- 1988: Camille Claudel
- 1989: Tennessee Nights
- 1989: Romero
- 1990: Tatie Danielle
- 1990: Les 1001 nuits
- 1990: Vincent & Theo
- 1990: La putain du roi
- 1992: L'Amant
- 1992: Map of the Human Heart
- 1992: IP5: L'ile aux pachydermes
- 1992: La fille de l'air
- 1993: L'instinct de l'ange
- 1993: Les marmottes
- 1993: Profil bas
- 1994: Des feux mal éteints
- 1995: Wing of Courage
- 1995: Noir comme le souvenir
- 1996: The English Patient
- 1996: Hercule & Sherlock
- 1997: Tonka
- 1998: City of Angels
- 1999: Message in a Bottle
- 1999: The Talented Mr. Ripley
- 2000: Autumn in New York
- 2001: Lisa
- 2001: Not Afraid, Not Afraid
- 2002: L'idole
- 2002: Possession
- 2002: The One and Only
- 2003: Bon Voyage
- 2003: Les marins perdus
- 2003: Silvia
- 2003: Cold Mountain
- 2004: Shall We Dance?
- 2005: L'avion
- 2005: Underexposure
- 2006: Das Leben der Anderen
- 2006: Azur et Asmar
- 2006: Breaking and Entering (met Underworld)
- 2007: 1408
- 2008: Adam Resurrected
- 2008: Manolete
- 2009: Le bal des actrices
- 2009: Le hérisson
- 2009: Amelia
- 2011: In the Land of Blood and Honey
- 2012: En kongelig affære
- 2012: Les saveurs du Palais
- 2012: Belle du Seigneur
- 2013: Tom à la ferme
- 2013: A Promise
- 2013: In Secret
- 2014: The Prophet
- 2015: By the Sea
- 2016: Chocolat
- 2016: Juste la fin du monde
- 2016: The Promise
- 2017: Si tu voyais son coeur
- 2018: The Happy Prince

## Overige producties

### Televisiefilms
- 1992: The First Cirle
- 1994: Fall from Grace
- 1995: L'homme aux semelles de vent
- 1996: La dame du cirque
- 1999: Premier de cordée
- 1999: Clavigo
- 2007: A Room with a View

### Televisieseries
- 1978: Jean-Chritophe
- 1982: L'académie des 9
- 1988: La romana (miniserie)
- 1989: Les jupons de la révolution
- 1994: 3000 scénarios contre un virus
- 2008: The No. 1 Ladies' Detective Agency

### Documentaires
- 1993: L'instinct de l'ange
- 2008: Nos enfants nous accuseront
- 2012: Tous cobayes?
- 2016: Nacido en Siria

## Prijzen en nominaties

### Academy Awards
| Jaar | Titel                   | Categorie                    | Uitslag     |
| ---- | ----------------------- | ---------------------------- | ----------- |
| 1997 | The English Patient     | Beste dramatische filmmuziek | Gewonnen    |
| 2000 | The Talented Mr. Ripley | Beste filmmuziek             | Genomineerd |
| 2004 | Cold Mountain           | Beste filmmuziek             | Genomineerd |

### BAFTA Awards
| Jaar | Titel                   | Categorie                    | Uitslag     |
| ---- | ----------------------- | ---------------------------- | ----------- |
| 1997 | The English Patient     | Beste dramatische filmmuziek | Gewonnen    |
| 2000 | The Talented Mr. Ripley | Beste filmmuziek             | Genomineerd |
| 2004 | Cold Mountain           | Beste filmmuziek             | Gewonnen    |

### Emmy Awards
| Jaar | Titel                              | Categorie                                                                                 | Uitslag     |
| ---- | ---------------------------------- | ----------------------------------------------------------------------------------------- | ----------- |
| 2009 | The No. 1 Ladies' Detective Agency | Beste compositie voor een televisieserie (originele dramatische muziek), voor "The Pilot" | Genomineerd |

### Golden Globe Awards
| Jaar | Titel                   | Categorie        | Uitslag     |
| ---- | ----------------------- | ---------------- | ----------- |
| 1997 | The English Patient     | Beste filmmuziek | Gewonnen    |
| 2000 | The Talented Mr. Ripley | Beste filmmuziek | Genomineerd |
| 2004 | Cold Mountain           | Beste filmmuziek | Genomineerd |

### Grammy Awards
| Jaar | Titel               | Categorie | Uitslag     |
| ---- | ------------------- | --- | ----------- |
| 1998 | The English Patient | Beste instrumentale compositie voor film of televisie                                                                                       | Gewonnen    |
| 1999 | City of Angels      | beste instrumentale compositie voor film of televisie, voor de track van: City of Angels: Music from the Motion Picture (diverse artiesten) | Genomineerd |